# 石川県道136号能登市之瀬停車場線
石川県道136号能登市之瀬停車場線（いしかわけんどう136ごう のといちのせていしゃじょうせん）は、石川県輪島市にあった一般県道（石川県道）である。2003年（平成15年）1月14日に廃止となった。
以下、廃止時点の内容を記す。

## 概要
起点ののと鉄道能登市ノ瀬駅前から西へ進むと、終点の石川県道1号七尾輪島線に突き当たる。

### 路線データ
- 起点：石川県輪島市市ノ瀬町（＝のと鉄道能登市ノ瀬駅 前）
- 終点：石川県輪島市市ノ瀬町（＝石川県道1号七尾輪島線交点）

## 歴史
- 1960年（昭和35年）10月15日 - 認定
- 2003年（平成15年）1月14日 - 廃止

## 地理

### 接続道路
- 石川県道1号七尾輪島線（石川県輪島市市ノ瀬町：終点）